# Ministère de l’Environnement, du Développement durable et de la Transition écologique
Le ministère de l’Environnement, du Développement durable et de la Transition écologique est un département ministériel du gouvernement sénégalais.

## Missions
Ce ministère est chargé d’écologie, de veille environnementale, de protection de la nature, de la faune et de la flore, ainsi que dans le domaine des bassins de rétention et de l’aquaculture. Dans le domaine de l’environnement, il lutte contre la pollution. Il s’assure de la sécurité des installations potentiellement polluantes.

## Organisation

### Administration centrale
Ce ministère a à sa tête un ministre. Le gouvernement Sall IV du 1er novembre 2020 place Abdou Karim Sall. Celui de Amadou Ba place Alioune Ndoye comme ministre. 